# Őr
Őr (vyslovováno [ér]) je velká vesnice v Maďarsku v župě Szabolcs-Szatmár-Bereg, spadající pod okres Mátészalka. Nachází se asi 1 km jižně od Vaji. V roce 2015 zde žilo 1 422 obyvatel, jež dle údajů z roku 2001 tvořili 98 % Maďaři a 2 % Romové.
Blízko vesnice prochází dálnice M3, v budoucnosti zde však má procházet i dálnice M49. Sousedními vesnicemi jsou Jármi a Kántorjánosi, sousedním městem Vaja.
Název Őr znamená "stráž" a je spolu s názvy Ág, Bő a Sé nejkratším názvem obce v Maďarsku.